# Zelotes murphyorum
Zelotes murphyorum är en spindelart som beskrevs av FitzPatrick 2007. Zelotes murphyorum ingår i släktet Zelotes och familjen plattbuksspindlar.
Artens utbredningsområde är Kenya. Inga underarter finns listade i Catalogue of Life.